# Rose Lowder
Rose Lowder (Lima, 1941) es una artista y cineasta franco-peruana.

## Biografía
Se formó como pintora y escultora estudiando en talleres de artistas y escuelas de arte en Lima y más tarde en Londres (Regent Street Polytechnic y Chelsea School of Art), donde desarrolló sus actividades artísticas mientras trabajó como montadora en la industria del cine entre 1964 y 1972.
Desde 1972 vive y trabaja en Aviñón, donde empieza a realizar sus películas. Lowder suele rodar en localizaciones cercanas a su casa y su cine se asemeja a la jardinería radical por la que tanto se interesa: es la filmación de procesos naturales, frecuentemente vislumbrados en los paisajes campestres de la Provenza, mediante una estética fílmica ecológica, según la describiera Scott McDonald, en que la política vital y cinematográfica resultan indistinguibles.
Rueda todas sus películas con una Bolex de 16 mm que le permite filmar fotograma a fotograma de manera no sucesiva, emulsionando ciertos fotogramas salteados y dejando vírgenes otros, para luego, mediante un rebobinado en la misma cámara, poder filmar los fotogramas anteriormente ignorados. Mediante esta técnica genera una nueva experiencia de visión, por la que dos situaciones distintas se contemplan simultáneamente; en otras, el mismo material se presenta sucesivamente en tres versiones ligeramente diferentes: una sola impresión continua, una imagen combinada con doble impresión en la cinta —la segunda impresa en otro tono y con un fotograma de retroceso— y una imagen combinada impresa tres veces.
Invitada por Jean Rouch y su departamento en la Universidad de París X, presentó parte de sus investigaciones en una tesis llamada Le film expérimental en tant qu’instrument de recherche visuelle (El cine experimental como instrumento de investigación visual, 1987). Entre 1994 y 2005 fue profesora asociada en la Universidad de París I Panteón-Sorbona, donde impartió cursos de práctica, teoría, historia y estética del cine.
En su trayectoria también destaca su actividad, desde 1977, en la programación de películas poco exhibidas. Es cofundadora de los Archives du film expérimental d’Avignon (AFEA, 1981), con el propósito de adquirir películas en 16 mm y documentos bibliográficos, y de publicar varios libros La part du visuel, films expérimentaux canadiens/The Visual Aspect, Canadian experimental films (AFEA, 1991), L’image en mouvement (AFEA, 2002), Images/discours (AFEA, 2006) con el fin de acercar esas obras al público.
Por otra parte, varias de sus películas se encuentran en exposición permanente en diversos centros de arte internacionales como la Art Gallery de Ontario o el Museo Metropolitano de Arte de Nueva York o han sido objeto de exhibición en otros como la Tate Modern o la Cinémathèque française.